# Міхай Ністор
Міхай Ністор (рум. Mihai Nistor; 5 листопада 1990, Поду-Ілоаєй, Ясси) — румунський боксер, призер чемпіонатів  Європи серед аматорів.

## Аматорська кар'єра
На чемпіонаті Європи 2011 завоював бронзову медаль.
- В 1/16 фіналу переміг Мухаммета Гюнера (Туреччина) — RSCI 1
- В 1/8 фіналу переміг Петара Белберова (Болгарія) — RSCI 2
- У чвертьфіналі переміг Ентоні Джошуа (Англія) — RSCH 3
- У півфіналі програв Роберто Каммарелле (Італія) — AB 2

На чемпіонаті світу 2011 програв у другому бою Філіпу Хрговичу (Хорватія).
На чемпіонаті Європи 2013 програв у другому бою Магомедрасулу Маджидову (Азербайджан).
На чемпіонаті світу 2013 програв у другому бою Еріку Пфайфер (Німеччина).
На чемпіонаті Європи 2015 завоював бронзову медаль.
- В 1/8 фіналу переміг Алексєя Заватіна (Молдова) — TKO 3
- У чвертьфіналі переміг Ігоря Шевадзуцького (Україна) — 3-0
- У півфіналі програв Філіпу Хрговичу (Хорватія) — 1-2

На Олімпійських іграх 2016 програв у першому бою Хуссейну Ішаїш (Йорданія) — 1-2.
На чемпіонаті Європи 2017 програв у другому бою Віктору Вихристу (Україна).
У сезоні 2012/2013 був учасником напівпрофесійної боксерської ліги WSB у складі команди «Astana Arlans» (Казахстан), з якою став переможцем. У сезоні 2013/2014 виступав у складі команди «Italia Thunder» (Італія). В наступних сезонах до 2017 року виступав у складі команди «France Fighting Roosters» (Франція).
На Європейських іграх 2019 програв у першому бою  Мураду Алієву (Франція).

## Професіональна кар'єра
З 2019 року боксує на професійному рингу, станом на лютий 2024 провів сім переможних боїв, які завершив достроково.